# Cão de exposição

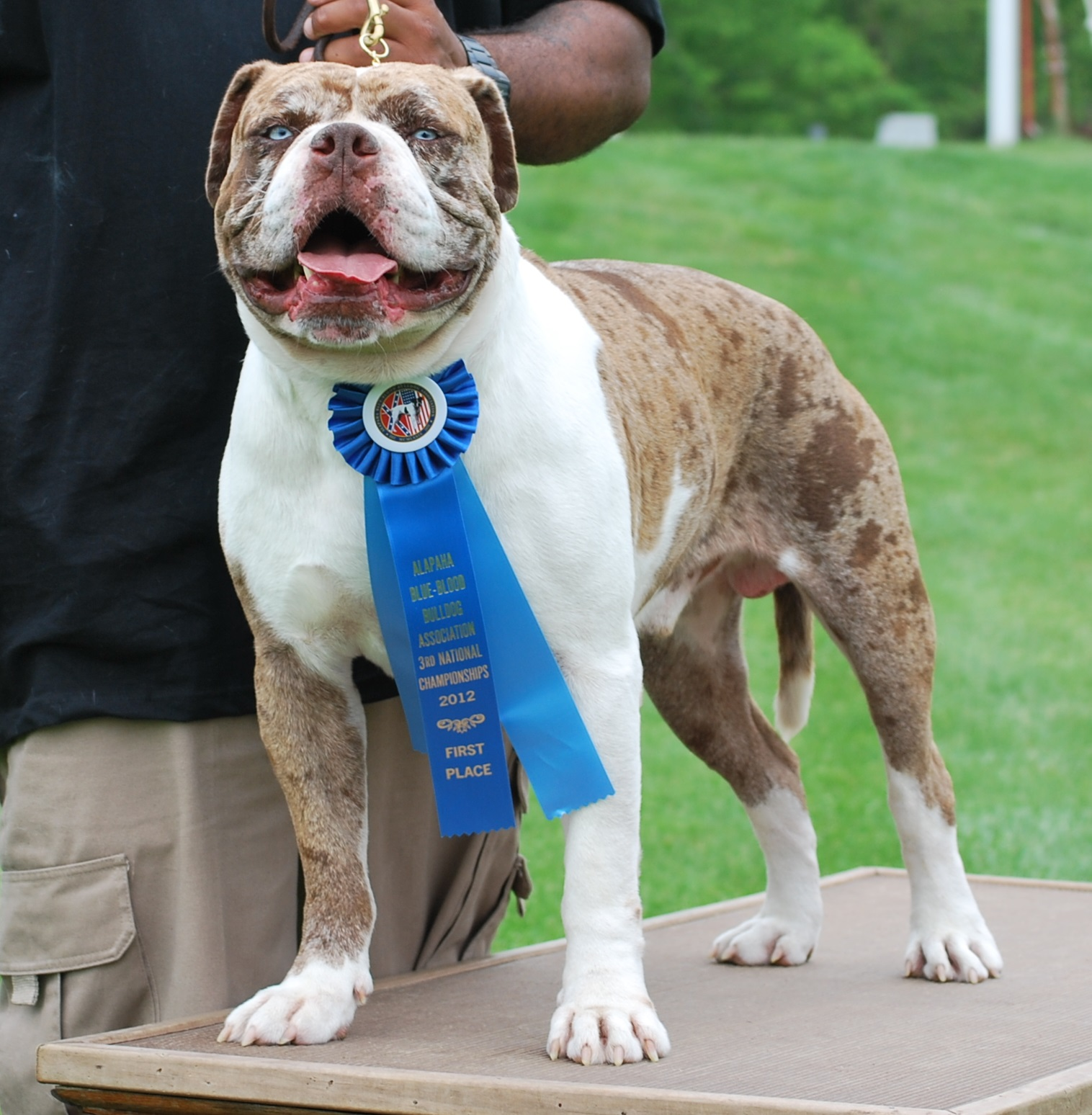
Um cão Alapaha Blue Blood Bulldog premiado em show de conformação.

Cão de exposição, cão de conformação, cão de estrutura e beleza ou cão de pista, pode se referir a qualquer cão que compete em pistas de exposições de cães (show de conformação). Mais especificamente, um cão de exposição é um cão que tem sido especialmente criado, formado e/ou preparado para obedecer as especificações das exposições, assim como para ter uma chance de vencê-las. 

## Exposições de cães

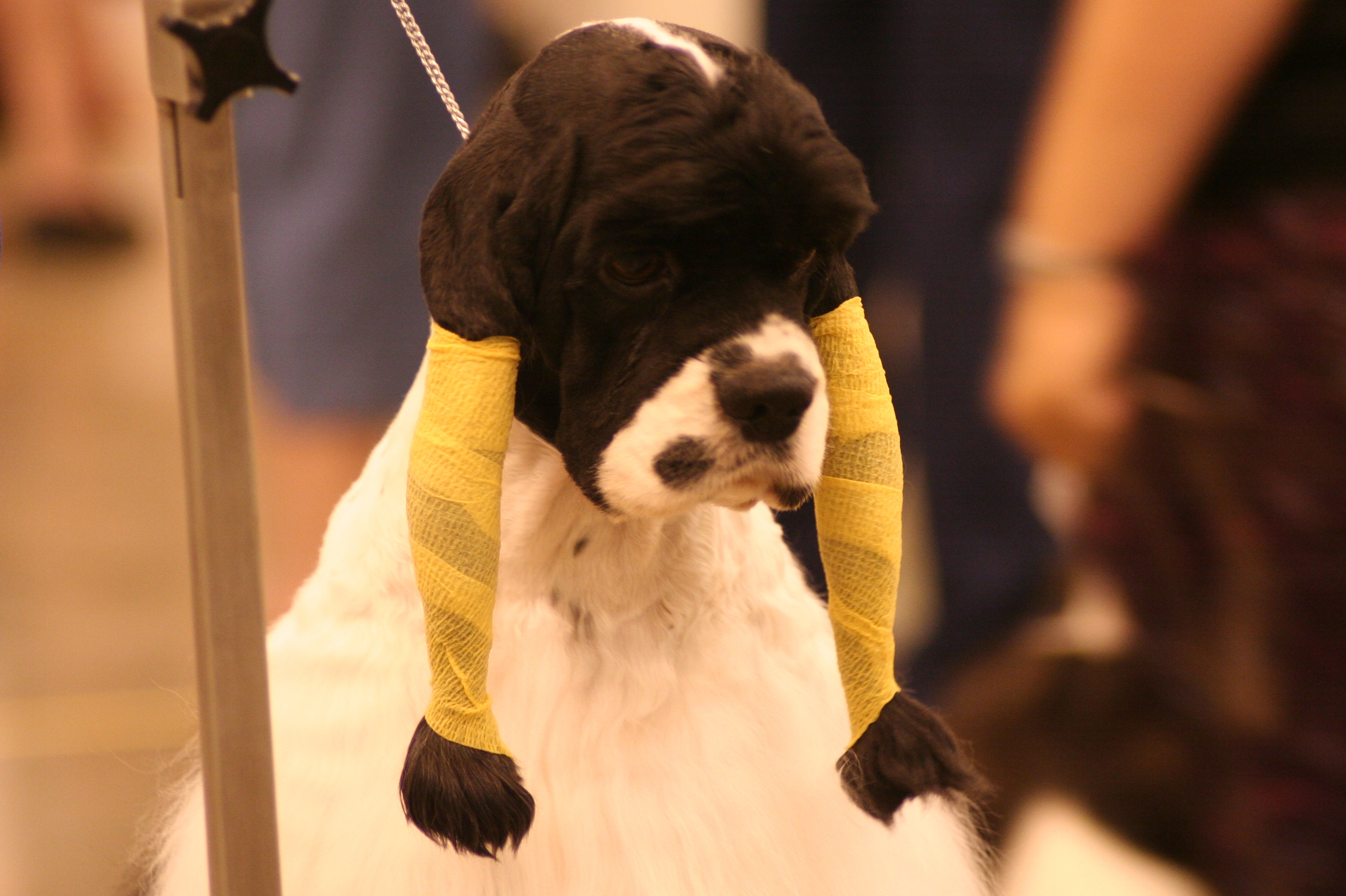
Um Cocker Spaniel Americano com os suas orelhas envoltas de forma a proteger a pelagem na preparação para um show de conformação

A participação em muitos dos eventos de exposições de cães é restrito aos cães de raça pura registrados com o kennel clube que promove o evento.
Exposições de cães podem ser realizadas em edifícios, arenas hípicas ou outros espaços devidamente grandes, ou na parte exterior, como campos com grama aparada. Eventos em que os cães podem ser mostrados variam nos requisitos de entrada e o montante de preparação necessária. 
Kennel clubes ao redor do mundo promovem campeonatos de shows de conformação, onde os cães melhores colocados são pontuados e recebem títulos e prêmios.
O julgamento é comparativo entre exemplares da mesma raça, onde o juíz usa como base o padrão oficial da raça, o qual descreve minuciosamente todas as características físicas ideais. 
Os cães vencedores são premiados e recebem títulos e valorização.

## A crítica sobre as exposições de cães
Um argumento é o de que os requisitos dos kennel clubes de que a reprodução seja realizada apenas dentro de uma mesma raça é equivalente a obrigatória e contínua consanguinidade já que todos os membros da mesma raça são aparentados. Outro é o de que se a seleção e reprodução é, principalmente, pela aparência ou para um particularmente desejável estilo de trabalho, muita ênfase é colocada na criação de cães reprodutores vencedores, , causando uma falta de pool genético indo de encontro a um efeito gargalo.